# خلیفه بن مسعود
خلیفه بن مسعود (انگلیسی: Khelifa Benmessaoud؛ زادهٔ ۲۳ سپتامبر ۱۹۵۱) بازیکن فوتبال اهل الجزایر بود.
از باشگاه‌هایی که در آن بازی کرده‌است می‌توان به باشگاه فوتبال کان اشاره کرد.
وی همچنین در تیم ملی فوتبال الجزایر بازی کرده‌است.